# Jewgienij Chacej
Jewgienij Władimirowicz Chacej, ros. Евгений Владимирович Хацей (ur. 8 września 1976 w Czelabińsku, zm. 25 maja 2023 w Omsku) – rosyjski hokeista, działacz hokejowy.
Jego brat Igor także został hokeistą.

## Kariera zawodnicza
- Mieczeł Czelabińsk (1993-1999)
  -  Taganaj Złatoust (1993/1994)
  -  Zwiezda Czekarbul (1997/1998)
- Torpedo Jarosław (1999-2000)
- Torpedo 2 Jarosław (1999/2000)
- Mieczeł Czelabińsk (2000-2001)
- Mietałłurg Magnitogorsk (2001)
- Mieczeł Czelabińsk (2001-2002)
- Amur Chabarowsk (2002-2003)
  -  Amur 2 Chabarowsk (2002/2003)
- Mieczeł Czelabińsk (2003)
- Awangard Omsk (2003-2005)
  -  Omskie Jastrieby (2004/2005)
- Sibir Nowosybirsk (2005-2006)
- Awangard Omsk (2006-2007)
  -  Awangard 2 Omsk (2006/2007)
- Sibir Nowosybirsk (2007-2008)
- Witiaź Czechow (2008-2009)

## Kariera działacza
Od 2012 menadżer generalny w klubie Kubań Krasnodar. Od kwietnia 2015 do 2018 menedżer generalny w klubie Jugra Chanty-Mansyjsk. W marcu 2018 został asystentem prezydenta Awangarda Omsk, Maksima Suszynskiego (wzgl. jako zastępca tegoż), obejmując stanowisko dyrektora ds. operacji hokejowych (odpowiadał za selekcję hokeistów, negocjacje z agentami, nadzorowanie selekcji) i pozostawał na tej posadzie do kwietnia 2020.

## Sukcesy
- Złoty medal wyższej ligi: 1997
- Złoty medal mistrzostw Rosji: 2004 z Awangardem Omsk
- Brązowy medal mistrzostw Rosji: 2007 z Awangardem Omsk
- Puchar Mistrzów: 2005 z Awangardem Omsk
- Drugie miejsce w Pucharze Kontynentalnym: 2007 z Awangardem Omsk